# Хайдарли (Байрям дере)
Хайдарли (на гръцки: Χαϊδαρλή) е историческо село в Република Гърция, разположено на територията на дем Кукуш, област Централна Македония.

## География
Селото е било разположено на 17 km югоизточно от град Кукуш (Килкис).

## История

### В Османската империя
В XIX век Хайдарли е турско село в Авретхисарската каза на Османската империя, част от 12-те села, известни като Байрям дере. В „Етнография на вилаетите Адрианопол, Монастир и Салоника“, издадена в Константинопол в 1878 година и отразяваща статистиката на населението от 1873 година, Байрам дере (Bayram-déré) е селище в Авретхисарската каза със 120 домакинства и 400 жители мюсюлмани.

### Гърция
В 1913 година след Междусъюзническата война селото попада в Гърция. Турското му население се изселва в Турция в 1924 година и на негово място са настанени гърци бежанци. В 1928 година има 70 жители, а по-късно е присъединено към съседното Айджилар.
И двете села пострадват силно през Гражданската война (1946 – 1949) и са разселени, като жителите им се заселват предимно в Джевапли (Лаодикино).
| Година    | 1913 | 1920 | 1928 | 1940 | 1951 | 1961 | 1971 | 1981 | 1991 | 2001 | 2011 | 2021 |
| --------- | ---- | ---- | ---- | ---- | ---- | ---- | ---- | ---- | ---- | ---- | ---- | ---- |
| Население | 61   | 16   | 70   |      |      |      |      |      |      |      |      |      |